# Марковцы (Слободской район)
Марковцы — упразднённая в 2007 году деревня в Слободском районе Кировской области России.

## География
Урочище находится на севере центральной части региона, в подзоне южной тайги, на расстоянии приблизительно 23 километров (по прямой) к северо-северо-западу (NNW) от города Слободского, административного центра района.
Абсолютная высота — 188 метров над уровнем моря.

## История
В 1926 году в административном отношении деревня входила в состав Шестаковского сельсовета Георгиевской волости Слободского уезда.
Упразднена в 2007 году.

## Население
В 1926 году население деревни составляло 20 человек (8 мужчин и 12 женщин). Согласно результатам переписи 2002 года, постоянное население в Марковцах отсутствовало.

## Инфраструктура
В 1926 году насчитывалось 4 личных подсобных хозяйств (все крестьянские).

## Транспорт
Просёлочные дороги с выездом к автодороге 33Н-190.